# Hans Hege (Jurist)
Hans Hege (* 14. Juni 1946 in Schwäbisch Hall) ist ein deutscher Jurist und langjähriger Direktor der Medienanstalt Berlin-Brandenburg.

## Leben
Hege studierte von 1967 bis 1972 Rechtswissenschaften in Tübingen und Berlin und absolvierte von 1973 bis 1975 den Juristischen Vorbereitungsdienst; 1976 promovierte er zum Thema „Das Grundrecht der Berufsfreiheit in Sozialstaaten“. An das Referendariat schloss sich von 1976 bis 1977 eine Zeit als Assistent im Abgeordnetenhaus von Berlin und von 1978 bis 1983 als Referent in der Senatsverwaltung für Justiz des Landes Berlin an. 1976 veröffentlichte er mit Wolfgang Däubler die Schrift Koalitionsfreiheit. Von 1983 bis 1985 war er Leiter des Medienreferates beim Senator für Kulturelle Angelegenheiten in Berlin und wurde 1985 der erste Direktor der Anstalt für Kabelkommunikation, deren Aufgabe die Zulassung und Entwicklung zunächst des Kabelfernsehens, danach zusätzlich des privaten Radios und Fernsehens über terrestrische Frequenzen war, und blieb dies bis 1992. Hege gehörte 1985 zu den Gründern der Direktorenkonferenz der Landesmedienanstalten, die bei den nationalen Fragen des Fernsehens abgestimmte Positionen entwickelt. Er war 1988 bis 1992 Vorsitzender des Arbeitskreises Jugendschutz der Direktorenkonferenz der Landesmedienanstalten und war von 1992 bis 2016 Direktor der Medienanstalt Berlin-Brandenburg. Diese wurde nach der deutschen Einigung 1992 gegründet und war die erste gemeinsame Einrichtung zweier Länder. Hege wurde ihr erster Direktor und war verantwortlich für die Neuorganisation der Frequenzen und des privaten Rundfunks in dieser Region. Nachdem sich der Medienrat – nach mehreren Anläufen – auf seinen Nachfolger einigen konnte, trat er im März 2016 in den Ruhestand.
Von 1993 bis 1995 saß er der Direktorenkonferenz der Landesmedienanstalten vor. In der Zusammenarbeit der Landesmedienanstalten übernahm Hege hierbei zunächst Verantwortung für den Jugendschutz, danach wurde er 1993 Vorsitzender der DLM. Damals ging es insbesondere um die Entwicklung des Medienkonzentrationsrechts. 1995 bis 2000 war Hans Hege Vorsitzender der Arbeitsgruppe Digital Video Broadcasting der Direktorenkonferenz der Landesmedienanstalten und 1999 bis 2000 Vorsitzender des Arbeitskreises Digitaler Zugang der Direktorenkonferenz der Landesmedienanstalten. Er war bis August 2008 Vorsitzender der Gemeinsamen Stelle Digitaler Zugang der Direktorenkonferenz der Landesmedienanstalten und ist seit 1. September 2008 Beauftragter der ZAK für Plattformregulierung und Digitalen Zugang und Mitglied der Kommission zur Ermittlung der Konzentration im Medienbereich (KEK).
Hege ist als unabhängiger Experte Mitglied der Bundesmedienkommission der FDP.